# Armand Bigle
Armand Bigle, né Armand Akhimoff (13 novembre 1917 - 25 août 2007) est un homme d'affaires français issu du monde de l'édition. Il a passé la plus grande partie de sa carrière au sein de Disney France.

## Biographie
Né le 13 novembre 1917 à Paris, Armand Akhimoff étudie le droit à l'Université de Paris et en sort diplômé en 1938. Après la Seconde Guerre mondiale, il gère en Belgique et aux Pays-Bas les activités de l'éditeur Opera Mundi, société de Paul Winkler, éditeur du Journal de Mickey avant la Seconde Guerre mondiale. Il est le représentant de King Features Syndicate en Europe jusqu'au jour au Kay Kamen le propose pour un poste de responsable d'une filiale française de Disney. En 1946, il rencontre Walt Disney en Belgique pour une entrevue journalistique afin de le présenter à l'Europe mais la conversation se transforme en un entretien d'embauche mené par Walt.
En 1947, après avoir créé sa société Screpta Brussels, représentante de Walt Disney Productions au Benelux et en Suisse, il lance en Belgique un magazine consacré à Disney, le Mickey Magazine,. Il devient rapidement le représentant de Disney en Europe.
Il essaye de convaincre Paul Winkler de relancer le magazine, ce qu'il fera en 1952,.
En 1947, à la demande de Roy et Walt Disney, il s'installe à Paris et dirige la Walt Disney Company France. Il devient rapidement le responsable des activités " Merchandising" de Disney pour l'Europe et le Moyen-Orient". Il ouvre les principaux bureaux européens et signe les accords avec les plus grands éditeurs d'Europe. Courant 1947, Walt Disney demande à Armand Bigle de prendre la direction européenne de la distribution.
Il organise des campagnes de promotions pour lancer les films Disney, tels que Cendrillon (1950), Peter Pan (1953) et Les Aristochats (1970). Il importe des États-Unis les émissions entre autres de Davy Crockett et Zorro.
En France il signe avec l'ORTF les premières émissions Disney avec Pierre Tchernia. Dans le domaine du disque, il sort avec son ami Lucien Adès les premiers livres-disques. Ces disques seront plus tard narrés par Henri Salvador, Chantal Goya et Douchka Esposito.
La présence télévisuelle de Disney en France sera très importante et Armand Bigle collabore avec les plus grands producteurs de l'époque tel que Guy Lux, Jacques Martin, Michel Drucker…
Son fils Dominique Bigle le rejoint et lance avec succès des émissions telles que Salut les Mickey et surtout le Disney Channel qui restera sur FR3 pendant cinq ans (7 d'or en 1986), ainsi que la sortie des premiers films Disney en vidéocassettes dans 23 territoires européens.
Dans le domaine des licences, Armand Bigle lance dans les années 1980 "la mode Mickey" avec des licences accordées par exemple à Michel Bachoz dans le domaine du textile ou Daniel Delamare dans le domaine broderie. Il est ensuite imité par de nombreux Studios. Dans le domaine des promotions, il sera le premier à lancer de grandes campagnes internationales avec des compagnies aériennes, pétrolières et alimentaires.

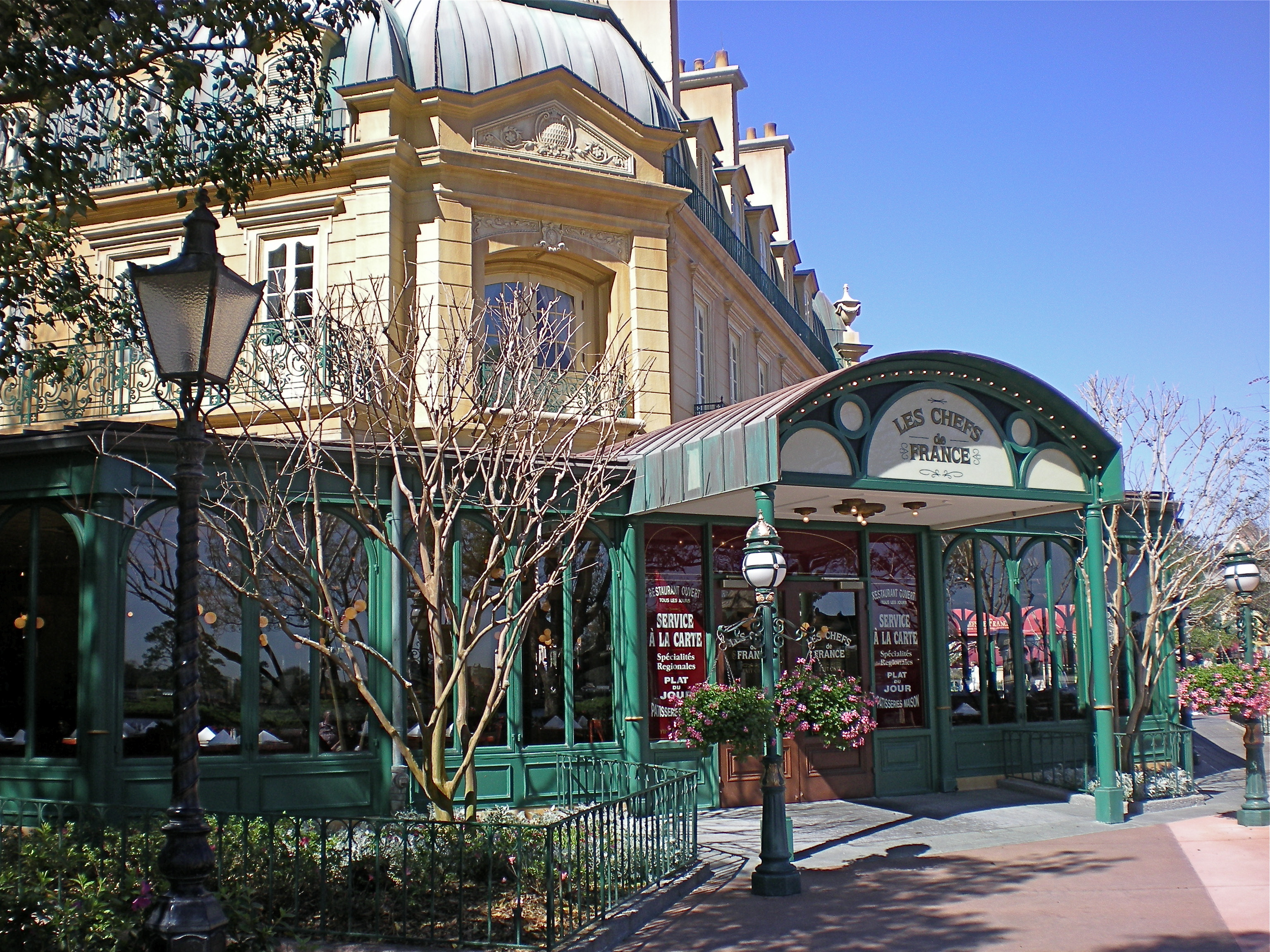
Entrée du restaurant Les Chefs de France, succédant aux Trois Chefs.

En 1971, il contribue au lancement de Walt Disney World Resort et en 1982 participe à la création d'Epcot en faisant ouvrir, avec son ami Didier Fouret, le restaurant Les trois Chefs tenu par les grandes toques Roger Vergé, Paul Bocuse et Gaston Lenôtre au sein du pavillon de la France.
En mai 1985, il intervient durant la polémique concernant le futur emplacement du parc Disney en Europe, alors indiqué par le journal El Pais comme étant déjà prévu en Espagne. La décision ne sera prise qu'en décembre 1985 et donnera tort au journal, Euro Disneyland a été construit en France.
En 1991, il prend sa retraite mais reste au comité de direction de Walt Disney Company France.
Il meurt le 25 août 2007 à Neuilly-sur-Seine.

## Hommages
Jimmy Johnson dans son autobiographie datée de 1975 écrit qu'il considère Armand Bigle comme un génie dans le domaine des licences de personnages. Il ajoute que le succès de la filiale française de Disney surpasse les autres filiales internationales. Parmi les initiatives lancées par Armand Bigle et reprises ailleurs, Johnson mentionne les ressorties pour Noël des films d'animation comme Blanche-Neige et les Sept Nains (1937) ressorti quatre fois en France en 25 ans. Il avait aussi orchestré toute une campagne autour de la ressortie du film permettant de surpasser le James Bond sorti au même moment Vivre et laisser mourir (1973).
En 1997, il est nommé une Disney Legends.